# Црни-Врх (Вишеград)
Црни-Врх (серб. Црни Врх / Crni Vrh) — село в общине Вишеград Республики Сербской Боснии и Герцеговины. Население составляет 18 человек по переписи 2013 года.

## История
В январе 1946 года в землянке в селе скрывался от югославских спецслужб лидер четников Дража Михаилович.